# Farkaševac
Farkaševac – wieś w Chorwacji, w żupanii zagrzebskiej, w gminie Farkaševac. W 2011 roku liczyła 303 mieszkańców.